# 박세준 (배우)
박세준(1960년 10월 13일 ~ )은 대한민국의 배우이다.

## 생애
1979년 연극배우 첫 데뷔 후 이듬해 1980년 영화 《최인호의 병태 만세》에서 단역으로 얼굴을 비추었다. 고교 재학 때부터 TV, 영화, 이모(가수 김추자)의 쇼무대 등을 보며 연예인의 꿈을 키워왔다. 대학입시 시험에 탈락한 1980년부터 여러 차례 탤런트 공채 시험에 도전했으나 번번이 탈락했다. 결국 1989년 11월 MBC 문화방송 19기 공채 탤런트 정식 데뷔하였다.
KBS 《밥을 태우는 여자》 이후 한동안 타 방송사에서 활동했다가 1997년 월화 미니시리즈 《산》으로 친정과 마찬가지인 MBC에 돌아왔다. 1999년 9월 시작된 TV소설 《누나의 거울》로 KBS 연속극 복귀를 했다. 2000년 경기대(레저스포츠학과)에 입학하였으며 2006년 동 대학원 체육학 석사 학위를 취득하였다.

## 출연작

### 드라마
- 1989년 《전원일기》 ... 농촌 견습생 역
- 1990년 《추억 여행》 ... 주명 역
- 1990년 《조선 왕조 오백년 - 대원군》 ... 서상렬 역
- 1991년~1992년 《사랑이 뭐길래》 ... 민우 역
- 1992년 《천사는 말괄량이》 ... 만수 역
- 1992년 《천사들의 노래》 ... AD(조연출) 역
- 1992년~1993년 《아들과 딸》 ... 규태 역
- 1994년 《밥을 태우는 여자》 ... 이형준 역
- 1994년 《좋은걸 어떡해》
- 1995년 《두 형사 - 겨울산, 고향, 슬픈 이야기》 ... 탈주범 역[3]
- 1995년 《인간극장 - 고등어와 크레파스》 ... 이현세 역
- 1996년 《사랑이 꽃피는 계절》
- 1996년 《MBC 베스트극장 - 사진을 만난 남자》 ... 기진 역[4]
- 1996년 《귀여운 여자》 (중도투입)
- 1997년 《산》 ... 시우 역
- 1997년 《시트콤 남자 셋 여자 셋》
- 1999년~2000년 《TV소설 누나의 거울》 ... 장해철 역
- 2001년 《반달곰 내 사랑》
- 2001년 《상도》

### 영화
- 1993년 《암흑가의 무소속》
- 1992년 《겨울 미리내》
- 1984년 《돌아오시는 날》
- 2017년 《포크레인》 ... 소대장 역

### 예능 및 시사 교양
- 1993년 《도전 추리특급 - 탐정특급》[5]
- 1995년 《세상은 넓다》
- 1995년 《가족오락관》
- 2010~2011 《박세준의 로드다큐 오프로드에서 라틴아메리카를 만나다》
- 2013년 《도사와 살아보기》
- 2015년 《박세준의 로드다큐 오프로드에서 호주 아웃백을 만나다》
- 2015년 ~ 2016년 《불타는 청춘》
- 2017년 ~2019 《모닝와이드 - 오지형 탐험기》
- 2019 ~ (모닝와이드) (나는 전설이다)
- 2020 ~ (모닝와이드) (박세준이 간다)

### 라디오 프로그램
- 2015년 《EBS 책 읽는 라디오 낭독 시리즈》

## 논란
- 1999년 10월 말부터 2000년 4월 말까지 히로뽕을 상습적으로 투약한 혐의가 밝혀져 2000년 5월 2일 긴급체포되어[6] 2000년대 초반 이후 연기활동을 중단했다.
- 히로뽕 투약 사건 뿐 아니라 1991년 2월 25일 술을 마시던 중 가수 홍서범을 때려 상처를 입힌 혐의로 불구속 입건된 점[7], 1999년 9월 후배 탤런트를 폭행한 혐의로[8] 경찰에서 조사를 받았던 전과 탓인지 2000년대 초반 이후 연기활동을 중단해야 했다.